# Lacabe
Lacabe (Lakabe en euskera de forma cooficial) es una localidad española y un concejo de la Comunidad Foral de Navarra perteneciente al municipio de Arce. 
Está situado en la Merindad de Sangüesa, en la comarca de Auñamendi, y a 40 km de la capital de la comunidad, Pamplona. Su población en 2014 fue de 51 habitantes (INE), su superficie es de 5,34 km² y su densidad de población de 9,55 hab/km².

## Etimología
Su nombre viene del euskera, de la combinación de laka y be, que significa debajo de Lakarri, siendo este el monte que tiene a Lacabe en sus faldas.

## Estado actual
Lacabe fue "okupado" el 21 de marzo de 1980, habitando en aquel entonces la única casa que se mantenía con el tejado en condiciones, ya que el pueblo había quedado abandonado a principios de los años sesenta. Había sido comprado por el gobierno foral para plantar pinos y vender la madera a empresas papeleras. Desde entonces, el pueblo ha ido creciendo.
La comunidad de Lakabe es fruto de una concatenación de experiencias: de colaborar con un grupo que asistía personas marginadas por culpa del alcohol y la pobreza; de implicarse en el movimiento por la objeción de conciencia y la desobediencia civil no violenta, y de viajar a Italia a descubrir las prácticas del Partido Radical y en Francia a participar en los encuentros de Combate no violenta.  
El pueblo funciona como comunidad y está dentro de la Red Ibérica de Ecoaldeas. Durante el año se organizan diversos cursos y algunos campos de trabajo. En el pueblo se utiliza casi exclusivamente la energía renovable. En 2007 fue la sede del X Encuentro Ibérico de Ecoaldeas y en 2017 la sede del XX Encuentro.

## Demografía

### Evolución de la población
| Gráfica de evolución demográfica de Lacabe entre 2000 y 2013 |
|                                                              |
| Datos según el nomenclátor publicado por el INE.             |

## Fiestas
Tiene dos fiestas a lo largo del año, que suelen celebrarse en el fin de semana más próximo:
- 21 de marzo: fiestas del aniversario de la ocupación del pueblo.
- 13 de diciembre: Santa Lucía.